# Leptoxena
Leptoxena là một chi bọ cánh cứng trong họ Chrysomelidae.
Chi này được miêu tả khoa học năm 1888 bởi Baly.

## Các loài
Chi này gồm các loài:
- Leptoxena eximia Baly, 1888